# Fortuna Foothills
Fortuna Foothills es un lugar designado por el censo ubicado en el condado de Yuma en el estado estadounidense de Arizona. En el Censo de 2010 tenía una población de 26 265 habitantes y una densidad poblacional de 252,45 personas por km².

## Geografía
Fortuna Foothills se encuentra ubicado en las coordenadas 32°39′42″N 114°23′51″O / 32.66167, -114.39750. Según la Oficina del Censo de los Estados Unidos, Fortuna Foothills tiene una superficie total de 104.04 km², de la cual 104.04 km² corresponden a tierra firme y (0%) 0 km² es agua.

## Demografía
Según el censo de 2010, había 26.265 personas residiendo en Fortuna Foothills. La densidad de población era de 252,45 hab./km². De los 26.265 habitantes, Fortuna Foothills estaba compuesto por el 87.55% blancos, el 1.19% eran afroamericanos, el 0.93% eran amerindios, el 0.99% eran asiáticos, el 0.1% eran isleños del Pacífico, el 6.64% eran de otras razas y el 2.6% pertenecían a dos o más razas. Del total de la población el 20.06% eran hispanos o latinos de cualquier raza.